# Astacilla danmoniensis
Astacilla danmoniensis là một loài chân đều trong họ Arcturidae. Loài này được Stebbing miêu tả khoa học năm 1874.